# Stor-Fälltjärnen
Stor-Fälltjärnen är en sjö i Örnsköldsviks kommun i Ångermanland och ingår i Gideälvens huvudavrinningsområde. Sjön har en area på 0,0968 kvadratkilometer och ligger 142,2 meter över havet.

## Delavrinningsområde
Stor-Fälltjärnen ingår i det delavrinningsområde (704731-165524) som SMHI kallar för Utloppet av Gissjön. Medelhöjden är 150 meter över havet och ytan är 39,96 kvadratkilometer. Räknas de 400 avrinningsområdena uppströms in blir den ackumulerade arean 3 346,52 kvadratkilometer. Avrinningsområdets utflöde Gideälven mynnar i havet. Avrinningsområdet består mestadels av skog (54 procent). Avrinningsområdet har 8,74 kvadratkilometer vattenytor vilket ger det en sjöprocent på 21,9 procent. Bebyggelsen i området täcker en yta av 0,61 kvadratkilometer eller 2 procent av avrinningsområdet.